# Creeped Out - Racconti di paura
Creeped Out - Racconti di paura (Creeped Out) è una serie televisiva antologica britannico-canadese che ha debuttato il 31 ottobre 2017 nel Regno Unito e in Canada sul canale Family Channel e successivamente su CBBC. 
In Italia, la serie è disponibile sulla piattaforma a pagamento Netflix dal 5 ottobre 2018.

## Trama
La serie è un'antologia. Ogni episodio racconta una storia a sé ma sono tutti collegati tra loro da Il Curioso, un misterioso personaggio mascherato raccoglitore di storie che appare all'inizio e alla fine di ogni episodio.

## Produzione
Creeped Out è stato annunciato per la prima volta dalla BBC il 28 marzo 2017 come una serie di storie che combinano "fantascienza, horror e mistero per entusiasmare i giovani spettatori".        
Il 9 agosto 2018 la BBC ha annunciato il rinnovo della serie per una seconda stagione da 10 episodi, pubblicata su Netflix il 4 ottobre 2019.

## Episodi
| Stagione         | Episodi | Prima TV originale | Pubblicazione Italia |
| ---------------- | ------- | ------------------ | -------------------- |
| Prima stagione   | 13      | 2017-2018          | 2018                 |
| Seconda stagione | 10      | 2019               | 2019                 |